# Turnix sylvaticus

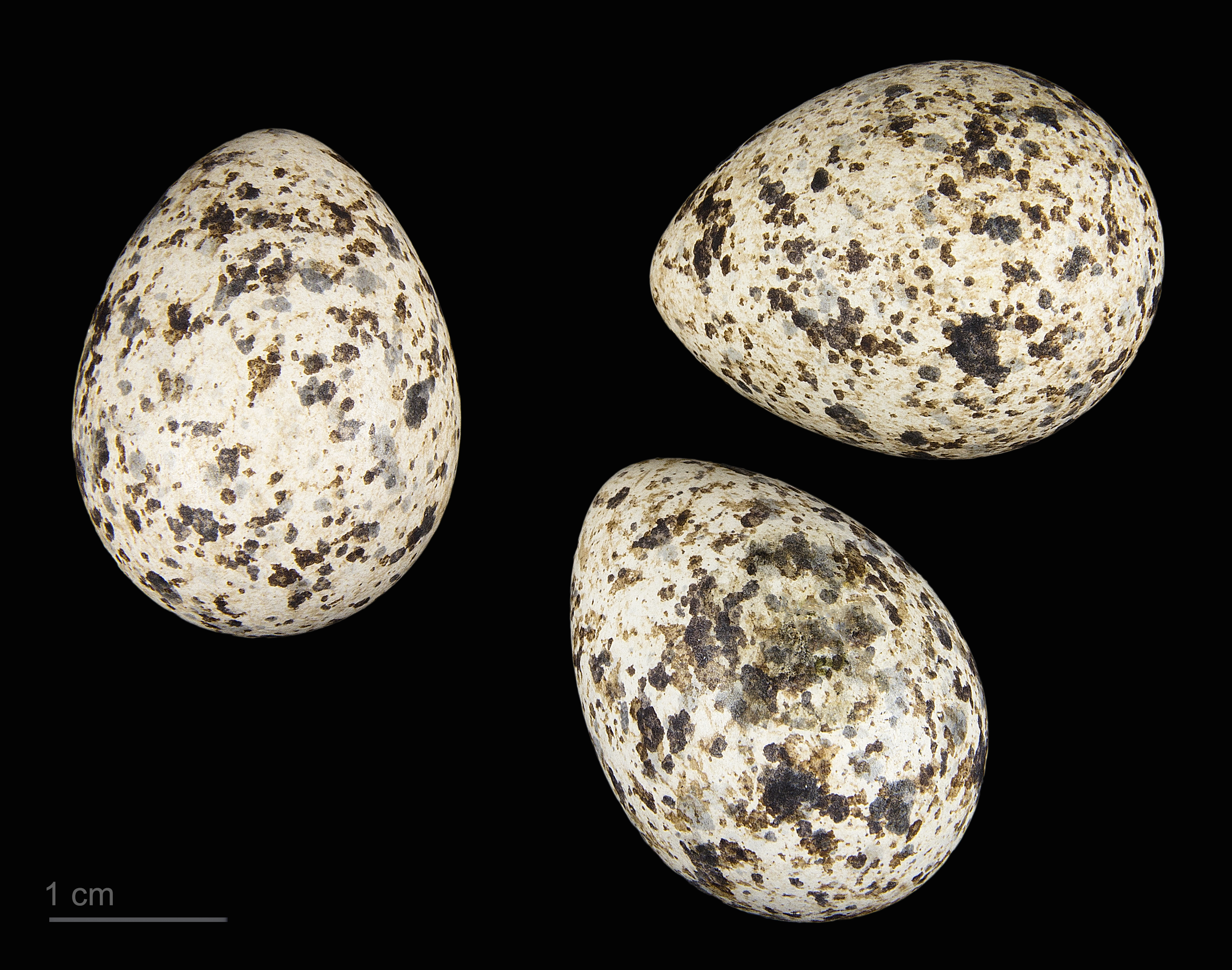
Turnix sylvaticus - MHNT

El torillo andaluz (Turnix sylvaticus) es una especie de ave charadriforme de la familia Turnicidae. Existen nueve subespecies o formas diferentes distribuidas en África tropical, Mediterráneo occidental, Sureste de Asia y Filipinas. Varias de ellas se encuentran aisladas geográficamente en islas o archipiélagos, como Turnix sylvatica nigrorum -isla de Negros-, T. s. masaaki –Mindanao, Filipinas-, T. s. suluensis -isla de Jolo, archipiélago Sulu- y T. s. whiteheadi –Luzón, Filipinas-. Otras ocupan territorios algo más amplios, como son T. s. davidi -Indochina y Taiwán- , T. s. dussumier -Pakistán, India y Nepal- y T. s. lepurana –África al sur del Sáhara-. La subespecie nominal, Turnix sylvatica sylvatica, se distribuía a principios del siglo XX a lo largo de la franja costera de Marruecos, Argelia y Túnez, así como Sicilia, el sur de Portugal y Andalucía litoral. Hoy, sin embargo, ha quedado recluida a un par de enclaves en Marruecos y se considera oficialmente extinguida en España, su último enclave europeo. Actualmente[¿cuándo?] hay varios grupos en España y Marruecos trabajando para localizar estos últimos ejemplares.[cita requerida]

## Estatus legal
El estatus de protección del torillo andaluz no deja lugar a dudas sobre su delicada situación en Europa y norte de África: ostenta las máximas categorías en los diferentes listados. Desde el 13 de agosto de 2018, se considera extinguida en España (siendo la primera ave extinguida en Europa en siglo y medio).
- Listado de especies extinguidas en España (BOE 13 de agosto de 2018, BOE-A-2018-11522).
- Libro Rojo de las Aves de España (Garrido y Máñez, 2004): la subespecie local (nominal) recibe la categoría de máxima amenaza: “En Peligro”.
- Catálogo Nacional de Especies Amenazadas (R.D. 439/90): declarado “En Peligro de Extinción”.
- Directiva AVES (79/409CE): Incluido en el Anexo I.
- Convenio de BERNA: incluido en el Anexo II como “Estrictamente Protegida”.
- Libro Rojo de los Vertebrados de Andalucía (CMA, Junta de Andalucía, 2001): declarado “En Peligro Crítico”.
- El Estatus de Conservación reflejado en el análisis de la UICN (LC) no hace referencia específica a la forma mediterránea Turnix sylvatica sylvatica, aislada geográficamente del resto de las formas y en grave peligro de desaparición. Está basado en el grueso de la población mundial, perteneciente a otras subespecies.

## Biología
El torillo andaluz presenta patrones de polimorfismo sexual en el que la hembra tiene mayor tamaño y ostenta el plumaje coloreado frente al críptico del macho. También practica la poliandria secuencial, es decir, es la hembra la que define un territorio en el que puede dar cobijo a varios machos que quedarán al cuidado de la incubación y la crianza de los polluelos. Por último, es la hembra la que emite el canto de reclamo y defensa territorial, frente a unos machos bastante más silenciosos. 

## Distribución
La especie tiene una distribución paleotropical, ocupando gran parte de África y del sur de Asia.
La subespecie nominal (T. s. sylvatica) es endémica del Mediterráneo occidental y se extendía por las zonas costeras de Portugal, Andalucía, Sicilia, Libia, Túnez, Argelia y Marruecos.
Tras haberse declarado oficialmente extinguida en la península ibérica, su única población mundial se localiza en una zona de huertas en la costa atlántica de Marruecos de menos de 5000 ha. Las últimas estimaciones realizadas en 2017 muestran grandes fluctuaciones estacionales, siendo en invierno menor la población (112 individuos) y en verano cuando se alcanzaron valores máximos (719 individuos). Estas fluctuaciones podrían deberse al rápido cambio de la zona de huertas desde una agricultura tradicional, a prácticas afines a la agricultura industrial.
En Argelia, hasta 2019 las últimas citas eran de una hembra cantando en la costa mediterránea en 1989, 1990 y 1994 en El Kala. Recientemente, el 30 de noviembre de 2019, unos cazadores avistaron dos aves, abatiendo una de ellas al confundirlas con codornices cerca de la ciudad de Aïn Béïda, en el noreste de Argelia.
Esta cita es muy relevante ya que es el primer avistamiento en décadas en Argelia, se ha dado en una localidad del interior (al contrario que las últimas  citas) y dista 1500 km de la población marroquí conocida. Dada la cercanía con la frontera con Túnez, parece posible que la especie pueda haber pasado también allí desapercibida.

## El torillo andaluz en España

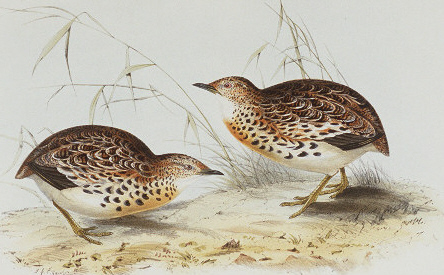
Ilustración de Turnix sylvaticus

Desde las referencias históricas a la presencia de torillos en España del siglo XIX y principios del XX, no se tienen datos contrastado hasta hace treinta años en que se puede decir que empieza la historia moderna del torillo en España. A finales de los años 70 y principios de los 80 Luis García, ornitólogo de la Estación Biológica de Doñana, recolectó unos pocos ejemplares abatidos en el entorno de El Rocío (Doñana), de las perchas de algunos cazadores de esta localidad. Estos ejemplares constituyen la última prueba física de la existencia de torillos en España. A partir de esta fecha escasos proyectos han intentado acercarse a la situación y problemática de la especie sin apenas resultados.
A principios de los 90 el Ministerio de Medio Ambiente financió un par de trabajos para tratar de arrojar algo de luz sobre la situación del torillo andaluz (Parreño, 1991; Urdiales, 1993). El primero a base de encuestas apenas puede aportar nada, mientras que el segundo confirma la presencia del torillo en Doñana con base en escuchas positivas, pero sin aportar pruebas físicas como grabaciones o material biológico. A su vez la Junta de Andalucía encarga otro estudio en Cádiz (Solís, 1995) que tampoco obtiene resultados positivos, aunque sí la referencia de la presencia de torillos en una localidad, Los Llanos de Guerra, hasta mediados de la década.[cita requerida]
A partir de 1995 la Estación Biológica de Doñana/CSIC, arranca con una serie de iniciativas dirigidas por Héctor Garrido, que durante más de diez años tratará de desvelar la situación de la especie no sólo en Doñana y su entorno, si no en otras localidades andaluzas y norteafricanas. Durante este tiempo se obtienen en España un buen número de referencias antiguas y algunas actuales, que no pueden ser confirmadas. Sin embargo se redescubre a la especie en Marruecos en el año 2000, donde no había citas irrefutables desde hacía dos décadas y se consideraba extinguido. Este hito supone un paso de gigante en el conocimiento del torillo al ser la primera vez que se obtienen resultados positivos tras un trabajo sistemático y se aportan nuevos métodos de búsqueda, como son las huellas y otros indicios (Garrido, 2004).
Entre los años 2005 y 2008 la Junta de Andalucía financia por primera vez un proyecto más ambicioso, dirigido por Francisco Quirós, para tener personal liberado e intentar dilucidar la presencia de la especie (Gutiérrez Expósito, 2008). En un primer momento se trabaja en el Espacio Natural y su Entorno, para después ampliar el esfuerzo a otras localidades andaluzas de las provincias de Huelva, Cádiz, Málaga, Almería y Sevilla. Al mismo tiempo, el Colectivo Ornitológico Cigüeña Negra lanza una prospección en la provincia de Cádiz, con financiación de la Diputación de Cádiz. Una vez más no se obtienen resultados positivos, aunque siguen apareciendo algunas citas aisladas que no han podido ser confirmadas. Por su parte el Zoobotánico Jerez, en colaboración con el equipo de la Junta de Andalucía comienza con la reproducción en cautividad de Turnix suscitator, teniendo a día de hoy[¿cuándo?] las instalaciones y la técnica de reproducción en cautividad puestas a punto para el torillo andaluz.
Todos los trabajos de prospecciones llevados a cabo durante los últimos quince años en varias provincias andaluzas hacen pensar que la especie podía haber desaparecido completamente. Sin embargo, conforme se ha ido avanzando en el conocimiento sobre la especie a través de diversos viajes comparativos a otros lugares del mundo donde existen formas similares (principalmente Namibia y Marruecos), se ha podido constatar la baja eficacia de la metodología usada, al tiempo que se han rediseñado algunos de los métodos y se han creado otros nuevos más eficaces. Es por ello que la bajísima existencia de datos positivos no debe llevar a conclusiones precipitadas y, ni mucho menos, al desaliento. Aún hoy[¿cuándo?] se producen algunos registros positivos –muy dispersos y esporádicos (el último en Doñana en 2007)- que apuntan a la existencia de algún grupo superviviente, probablemente en las provincias de Huelva y Cádiz. Sus extremadas baja densidad y fragmentación, en combinación a los movimientos estacionales, hacen de su localización todo un reto, aunque más asequible conforme conocemos más sobre la especie.
Su inclusión en el listado de especies extinguidas de España abre la puerta a posibles programas de reintroducción en sus áreas de distribución históricas.

## Subespecies
- T. s. davidi
- T. s. dussumier
- T. s. lepurana
- T. s. masaaki
- T. s. nigrorum
- T. s. suluensis
- T. s. sylvatica
- T. s. whiteheadi